# Gottfried Schatz

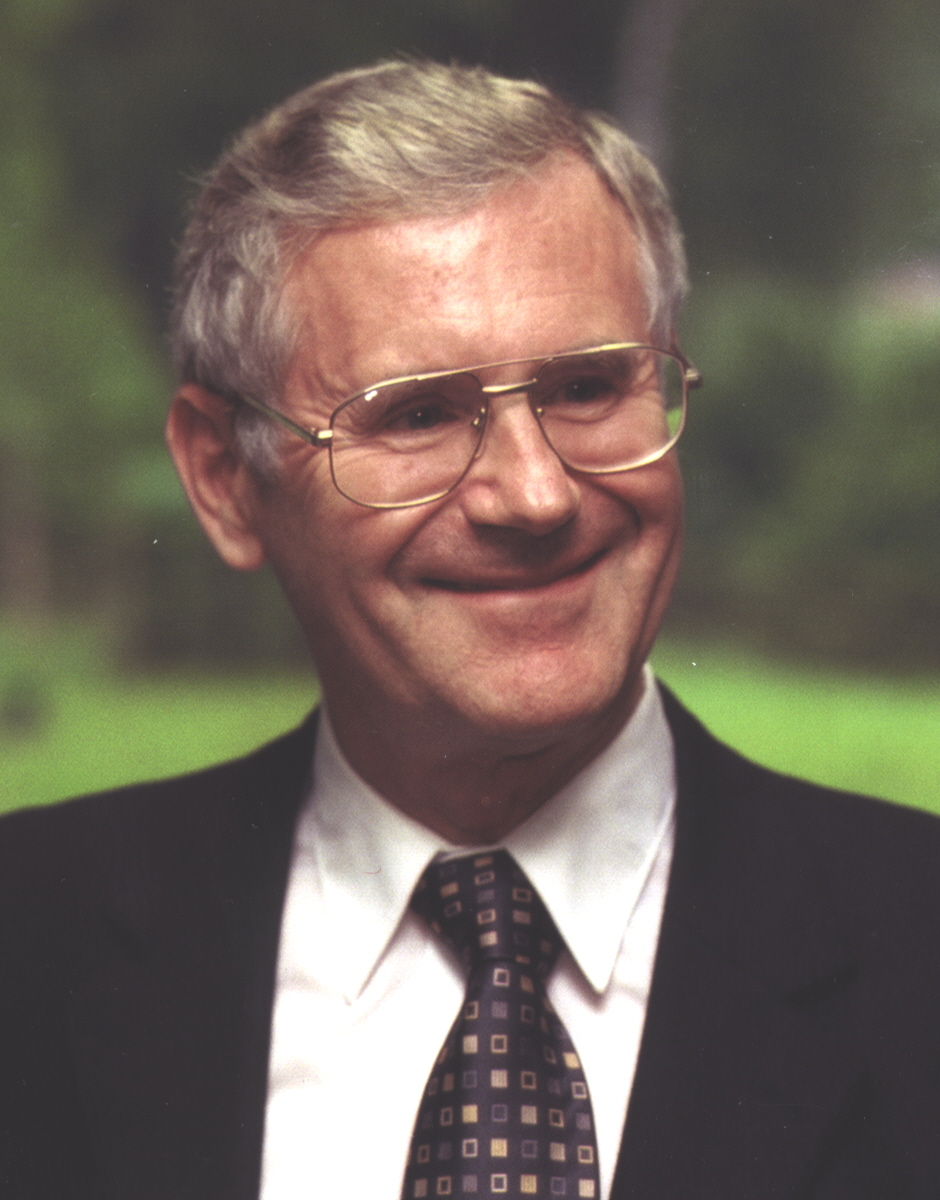
Gottfried Schatz (2001)

Gottfried „Jeff“ Schatz (* 18. August 1936 in Strem, Österreich; † 1. Oktober 2015 in Basel) war ein schweizerisch-österreichischer Biochemiker.

## Leben
Gottfried Schatz absolvierte als Schüler das Akademische Gymnasium in Graz mit der Reifeprüfung im Jahr 1954. Nach dem Studium der Chemie und Biochemie an der Universität Graz (Promotion zum Dr. phil. sub auspiciis praesidentis 1961) schlossen sich Aufenthalte an der Universität Wien und dem Public Health Research Institute der Stadt New York an. Nach einem insgesamt sechsjährigen Aufenthalt an der Cornell University in Ithaca, New York, zunächst als Associate Professor, dann als Professor, übernahm Gottfried Schatz ab 1974 eine Professur am Institut für Biochemie des Biozentrums der Universität Basel, das er von 1983 bis 1985 leitete. Von 1984 bis 1989 war er Generalsekretär der European Molecular Biology Organization (EMBO). Nach seiner Emeritierung im Jahre 2000 war er vier Jahre lang Präsident des Schweizerischen Wissenschafts- und Technologierats (SWTR). Im Jahr 2000 erschien auch seine wissenschaftliche Autobiographie Interplanetary travels.
Gottfried Schatz war verheiratet und Vater dreier Kinder, darunter die Kulturintendantin Kamilla Schatz und der Manager Peer Schatz. Er lebte zuletzt in Reinach (BL).

## Wirken
Gottfried Schatz war führend an der Aufklärung der Bildung von Mitochondrien beteiligt und ist Mitentdecker der mitochondrialen DNA. Seine Erkenntnis, dass diese DNA jedoch nur für einige wenige Proteine kodiert, war ausschlaggebend für seine weiteren Forschungen, die sich mit dem Import von Proteinen in die Mitochondrien und dem Abbau von Proteinen innerhalb der Mitochondrien beschäftigten. Schatz entdeckte ein komplexes Transportsystem, das Mitochondrienproteine, die im Zytoplasma gebildet werden, anhand spezifischer Signale erkennt und in die Mitochondrien einschleust. Dieses System beinhaltet zwei Proteinkomplexe, TOM und TIM, die jeweils in der äusseren und inneren Membran der Mitochondrien lokalisiert sind. Mutationen in diesen Komplexen können den Proteinimport beeinträchtigen und Krankheiten wie das neurodegenerative Mohr-Tranebjaerg-Syndrom verursachen, das zu Taubheit führt. Schatz zeigte zudem, dass die Protease Lon den Proteinumsatz in den Mitochondrien steuert und so die Funktion mitochondrialer DNA aufrechterhält. Der Biochemiker ist Autor von mehr als 200 wissenschaftlichen Publikationen, drei Essaybänden, einer Autobiografie und einem Roman.

## Auszeichnungen und Preise
- 1976 Kardinal-Innitzer-Preis
- 1983 Emil-Christian-Hansen-Goldmedaille der Carlsberg Foundation
- 1985 Ehrenmitglied der Japanese Biochemical Society
- 1985 Mitglied der Deutschen Akademie der Naturforscher Leopoldina
- 1986 Sir-Hans-Krebs-Medaille, FEBS
- 1987 Auslandsmitglied der American Academy of Arts and Sciences[9]
- 1988 Otto-Warburg-Medaille, Deutsche Gesellschaft für Biochemie
- 1988 Mitglied der Academia Europaea
- 1989 Auslandsmitglied der National Academy of Sciences (USA)
- 1990 Louis-Jeantet-Preis für Medizin der Louis-Jeantet-Stiftung in Genf
- 1991 Österreichisches Ehrenkreuz für Wissenschaft und Kunst I. Klasse
- 1992 Marcel-Benoist-Preis[10]
- 1993 Schleiden-Medaille der Leopoldina
- 1993 Korrespondierendes Auslandsmitglied der Österreichischen Akademie der Wissenschaften
- 1994 Korrespondierendes Mitglied der Nordrhein-Westfälischen Akademie der Wissenschaften und der Künste[11]
- 1996 Ehrendoktorat der Comenius-Universität Bratislava[12]
- 1997 Lynen-Medaille, University of Miami, USA
- 1997 Auslandsmitglied der Königlich-Schwedischen Akademie der Wissenschaften
- 1998 Gairdner Foundation International Award, Toronto
- 1998 Auslandsmitglied der Königlich-Niederländischen Akademie der Wissenschaften
- 2000 Großes Silbernes Ehrenzeichen für Verdienste um die Republik Österreich[13]
- 2000 Ehrendoktorat der Universität Stockholm[12]
- 2000 E.B.-Wilson-Medaille[14] der Amerikanischen Gesellschaft für Zellbiologie
- 2004 Internationaler Antonio-Feltrinelli-Preis,[15] Rom
- 2006 Reinacher Preis
- 2008 Fellow of the American Association for the Advancement of Science
- 2009 Österreichisches Ehrenzeichen für Wissenschaft und Kunst
- 2009 Europäischer Wissenschafts-Kulturpreis der Kulturstiftung „Pro Europa“[16]
- 2010 Auslandsösterreicher des Jahres

## Publikationen (Auswahl)
- Jeff’s view on science and scientists. Elsevier Butterworth-Heinemann, Amsterdam 2006, ISBN 0-444-52133-X.
- Jenseits der Gene. Essays über unser Wesen, unsere Welt und unsere Träume. NZZ Libro, Zürich 2008, ISBN 978-3-03823-780-8.
  - Taschenbuchausgabe: Die Welt in der wir leben: Ein Biologe über unser Wesen, unsere Träume und den Grund der Dinge. Herder, Freiburg im Breisgau 2010, ISBN 978-3-451-05792-2.
- Feuersucher. Die Jagd nach dem Geheimnis der Lebensenergie. NZZ Libro, Zürich 2011, ISBN 978-3-03823-677-1.
- Zaubergarten Biologie. Wie biologische Entdeckungen unser Menschenbild prägen. NZZ Libro, Zürich 2012, ISBN 978-3-03823-753-2.
- Postdoc. Roman. Styria, Graz 2015, ISBN 978-3-222-13486-9
- Urknall, Sternenasche und ein Fragezeichen. Essays zu Kultur und Wissenschaft. NZZ Libro, Zürich 2016, ISBN 978-3-03810-160-4.